# Le Saint-Georges
Le Saint-Georges est un immeuble de Marseille situé dans le quartier du Pharo dans le 7e arrondissement. Livré en 1963, il est l’œuvre de l'architecte Claude Gros, sous l'impulsion et la supervision de Louis Cottin, président fondateur de la société immobilière La Savoisienne.
L'immeuble s'inscrit dans la philosophie des Unités d'habitation telle que promue par Le Corbusier. Il inclut dans un même ensemble des logements, des commerces, une école, des équipements culturels et une église. Il a reçu en 2006 le label Patrimoine du XXe siècle.

## Site
Le Saint-Georges est situé dans le quartier du Pharo, à proximité de la Corniche, à environ 200 mètres de la plage des Catalans. Il est voisin du lycée professionnel Colbert, œuvre des architectes René Egger et Fernand Pouillon, datant de la même époque (1954), également labellisé Patrimoine du XXe siècle. Il est aussi voisin et en surplomb de la Caserne Audéoud, ce qui a posé des problèmes au moment de l'obtention des accords pour sa construction.

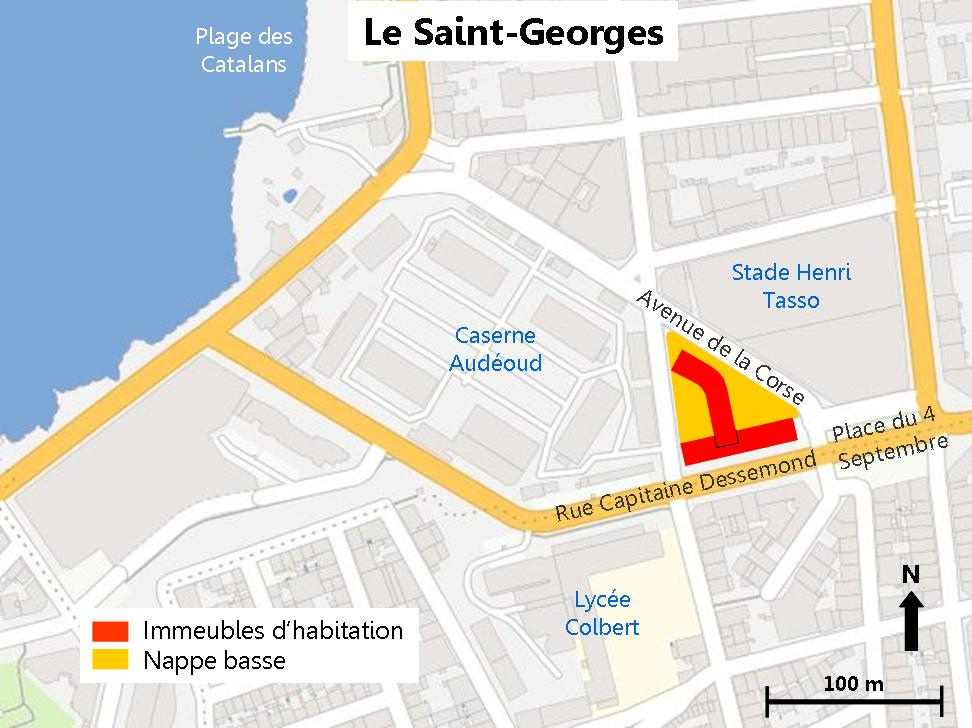
Schéma d'implantation

Globalement entouré de constructions basses et d'espaces non bâtis (caserne, école avec sa cour, terrain du stade Henri Tasso, place du 4 Septembre...), le Saint-Georges est bien visible depuis de nombreux points du quartier. À la fois le plus haut et un peu isolé des autres, c'est l'immeuble de grande hauteur le plus nettement visible dans cette partie de Marseille depuis l'esplanade de Notre-Dame-de-la-Garde.

## Description
Il s'agit en fait d'un ensemble compact composé de trois entités :
- une nappe triangulaire de deux étages contenant l'essentiel des équipements hors logements : l'église, une école de 6 classes et sa cour de récréation, une grande salle de congrès et de spectacles de 700 places, un hôtel, une galerie commerçante, des parkings en sous-sol[1],[6] ;
- une petite barre de 8 étages[7]  accolée au côté sud de la nappe et présentant quelques commerces en rez-de-chaussée dont l'entrée de l'hôtel ;
- une grand barre incurvée de 19 étages reposant sur la nappe et rejoignant la petite barre perpendiculairement à celle-ci ; le dernier étage accueillait initialement un restaurant panoramique[1].

La forme incurvée de la grande barre, « en aile d'avion », aurait été dessinée par l'architecte Claude Gros pour supporter des épisodes cévenols et des vents violents jusqu'à 180 km/h.
Claude Gros imprime également à l'immeuble son style caractérisé par un tramage marqué des façades obtenu par le croisement apparent des dalles et poteaux en béton.
Avec son total de 21 étages, l'immeuble atteint une hauteur de toit d'environ 66 m. Il s'agissait au moment de son inauguration de l'un des plus hauts immeubles de Marseille.
Les 222 logements au sein des deux barres sont pour la plupart traversants,, avec des loggias côté sud pour la petite barre et côté ouest ou sud-ouest (avec vue sur la mer) pour la grande barre incurvée. L'entrée principale est surmontée d'un vitrail de Max Ingrand montrant Saint Georges terrassant le dragon : son bouclier prend la forme du blason de la Savoie (croix blanche sur fond rouge), par ailleurs écusson de l'entreprise La Savoisienne. On retrouve ce même écusson en haut des deux murs latéraux de la petite barre ainsi qu'au niveau de ses différentes entrées.
La salle polyvalente était prévue pour servir indifféremment d'espace de congrès, de cinéma ou de salle de spectacle grâce à une scène de 11 mètres de large. Elle était dotée de toutes les technologies modernes de l'époque,.
L'ensemble occupe l'intégralité d'un îlot triangulaire bordé par l'avenue de la Corse (où se trouve l'entrée principale ainsi que l'entrée et la façade ouvragée de l'église), la rue Capitaine Dessemond (le long de laquelle s'élève la petite barre) et la rue Charras. Cette configuration d'« immeuble îlot », bordé par trois rues, de forme composite (dont la barre incurvée pouvant évoquer une « grande voile » exposée au vent), offre une grande diversité de perspectives. La grande barre posée sur la nappe se trouve en retrait par rapport aux rues ce qui permet par ailleurs de n’avoir « jamais l’impression d’être au pied d’un immeuble de 20 étages ».

## L'église
Une église de fortune, dédiée à Saint Georges, existait déjà à cet endroit depuis environ 1945 (voir Historique). Le projet de Louis Cottin et Claude Gros est donc, pour la communauté, vécu comme une reconstruction.
L'extérieur est caractérisé par un clocher, une arche ornée d'une croix au dessus de l'entrée et de deux bas-reliefs abstraits de part et d'autre de l'entrée. L'arche accueille des vitraux du célèbre maître-verrier Max Ingrand. L'intérieur, d'une surface d'environ 1 000 m2, est en forme de quadrant circulaire, les rangées de bancs en arc de cercle convergeant vers l'autel. Un grand Christ en argent et acier inoxydable est l’œuvre du sculpteur François Bouché.
L'église est le lieu de culte de la paroisse Saint-Georges. Elle est réputée pour accueillir chaque année une très belle crèche pendant les fêtes de Noël.

## L'école
Une école existe dans ce quartier depuis 1933. D'abord connue comme « externat des Catalans », elle devient l'école Saint-Georges en 1945 lors de la création de la paroisse du même nom. Elle emménage dans ses nouveaux locaux de l'immeuble Saint-Georges lors de la rentrée de 1963. L'école se situe au deuxième étage de la nappe et sa cour de récréation se situe en terrasse, sur le toit de la nappe.
Il s'agit d'une école privée catholique sous tutelle diocésaine, à la fois maternelle et élémentaire. Elle peut accueillir environ 120 élèves répartis en cinq classes multi-niveaux, de la petite section de maternelle au CM2.

## Historique

### Le projet
Le quartier du Pharo est après-guerre l'un des principaux quartiers choisis pour accueillir de nouveaux et grands immeubles d'habitation, marqueurs de modernité. Plusieurs tours de 15 à 20 étages y sont construites à la fin des années 50 (Le Pharo et Les Catalans en 1955, Le Saint-Nicolas en 1958 et plus tard Le Pasteur en 1965). Le Saint-Georges s'inscrit dans cette tendance et en devient même un marqueur fort.
Louis Cottin, à la fois promoteur et constructeur de programmes immobiliers via sa société La Savoisienne, figure marseillaise d'un entrepreneuriat paternaliste et traditionaliste, souhaite construire un projet remarquable dans ce quartier. Il se rapproche de l'évêché, propriétaire d'un terrain antérieurement occupé par une usine de peinture détruite en 1944 et sur lequel a été aménagée une petite église, une ancienne cheminée faisant office de clocher,. Le chanoine l'avait dédiée à Saint Georges, d'où le nom retenu par la suite pour le nouvel ensemble. Il animait également des salles et une école paroissiales et même un petit cinéma, autant d'éléments repris dans le projet.
La conception est confiée au jeune architecte Claude Gros (1925-2016) qui vient de réaliser à Marseille l'ensemble du Parc Kalliste (1958, en collaboration avec A.H. de Vallaurie et l'appui de René Egger pour la conception de l'école et du gymnase).
Les règles d'urbanisme et la proximité de la caserne Audéoud ont posé des problèmes au moment de l'obtention des accords pour la construction du projet. Il semble que le soutien de Pierre Sudreau, ministre de la Construction, ait été nécessaire pour débloquer la situation. Le permis de construire est finalement obtenu en 1959 et l'ensemble est livré en 1963. Il semble que l'église ait été inaugurée dès 1962, avant la fin des travaux, à travers une messe pour les salariés de La Savoisienne.
Claude Gros ne suivra pas le chantier, ce qui est sans doute révélateur de tensions avec Louis Cottin. La plaquette de présentation mentionne à peine le nom de l'architecte, le ramenant aux seuls plans « d'avant projet », valorisant plutôt La Savoisienne dont les bureaux d'études ont réalisé les plans détaillés. Sur la plaque posée lors de l'inauguration, les concepteurs du Saint-Georges sont Lucien Gros, vicaire général du diocèse, et Louis Cottin.

### Période glorieuse des années 1960-1970
La grande barre d'habitation est inaugurée en 1963 en présence du maire et de personnalités locales et nationales. Dans la plaquette de présentation, Louis Cottin explique sa vision du projet : 

« Dans les perspectives d’un urbanisme avide de grands ensembles collectifs, l’histoire du Saint-Georges est une illustration harmonieuse de ce que doit être un cadre, un climat, à la mesure de l’homme. L’homme qui est pris dans un triple aspect : individuel, familial, social. »

Louis Cottin cherche à faire du Saint-Georges la vitrine de sa société La Savoisienne. Le restaurant panoramique notamment accueille des remises de prix littéraires, des expositions artistiques, des conférences,... Louis Cottin y reçoit des décideurs marseillais, des ministres gaullistes, le ministre soviétique de la construction, le cosmonaute russe Alexeï Leonov, des académiciens, des stars de cinéma... Le Saint-Georges serait, après la Cité radieuse, l'immeuble moderne marseillais le plus souvent mis en avant dans les cartes postales de l'époque. Les publicités de La Savoisienne utilisent également l'image de l'immeuble, par exemple avec le slogan « Le groupe Savoisienne crée la vie sous le soleil de Provence ».
La salle de congrès et de spectacles est également active même si elle reste une salle mineure de Marseille. Elle accueille durant les années 1970 puis 1980 des concerts de jazz ou de variété. Elle accueille également des conférences-débats sur des sujets sociétaux. Elle est par exemple un lieu important (spectacles, débats), entre 1979 et 1983, des Universités d’été euroméditerranéennes des homosexualités.

### Période récente
Au fil du temps, l'ensemble a progressivement perdu de son lustre initial. L'hôtel (d'abord Hôtel Royal Saint-Georges, trois étoiles) existe toujours mais sous la forme d'un « appart'hôtel » (Résidence des Catalans). Le restaurant panoramique a quant à lui disparu et laissé place à des bureaux valorisés par leur vue exceptionnelle sur la ville,, pour partie occupés par l'Association régionale des organismes HLM,. Les espaces de la salle de spectacle, délaissée, sont partiellement utilisés par la ville de Marseille (bureau municipal de proximité dans l'ancien hall d'entrée, maison de quartier).
L'église et l'école, fortement intégrées dans la vie du quartier au-delà du seul immeuble, sont par contre restées actives et dynamiques sans interruption (voir ci-dessus L'église et L'école).
Malgré un bon état général, des défauts d'entretien ont entrainé des dégradations importantes. L'effritement du béton des balcons de la façade ouest, notamment, a justifié pendant des années la pose de filets de protection et même, en septembre 2018, un arrêté de péril imminent interdisant l'accès à la cour de l'école et l'usage des balcons de la grande barre. D'importants travaux de ravalement et de rénovation de ces balcons et de leurs gardes-corps ont finalement été réalisés en 2020-2021,.

## Reconnaissance
Le Saint-Georges reçoit en 2006 le label Patrimoine du XXe siècle, devenu depuis le label Architecture contemporaine remarquable.
Cette labellisation fait suite à l'étude « Ensembles et résidences à Marseille 1955-1975 » réalisée en 2004 par l'architecte Thierry Durousseau sur commande de la DRAC Provence-Alpes-Côte d'Azur, publiée en 2005. Celle-ci recense environ 480 ensembles de plus de 100 logements construits à Marseille entre 1955 et 1975, parmi lesquels un comité de pilotage a sélectionné 80 ensembles « sur la base de critères esthétiques, mais aussi du point de vue de l'histoire des techniques, des évolutions politiques, culturelles, économiques et sociales » pour l'établissement de fiches monographiques plus détaillées. Une vingtaine d'entre eux ont finalement été sélectionnés pour recevoir le label Patrimoine du XXe siècle en novembre 2006.
Le Saint-Georges a également été choisi par le journal en ligne indépendant Marsactu, avec quatre autres réalisations, pour animer durant l'été 2021 une série nommée « Béton aimé ». L'article s'intéresse au bâtiment mais également à la figure méconnue de Louis Cottin, « un bâtisseur comme rarement l’histoire de la ville en a connu », dont les immeubles « robustes et fonctionnels se comptent par centaines du Nord au Sud » de la ville.